# Reserva natural guiada Nacimiento del río Pescara
La Reserva natural guiada Nacimiento del río Pescara (en italiano, Riserva naturale guidata Sorgenti del Fiume Pescara) es un área natural protegida instituida mediante una ley del 31 de octubre de 1986. 

## Descripción
La zona húmeda se encuentra a la derecha de la línea ferroviaria Roma-Sulmona-Pescara y de la autostrada Pescara-Roma desde la que es ampliamente visible, en el territorio del municipio de Popoli, con una extensión de alrededor de 135 hectáreas, entre el área protegida (49 ha), y la zona de respeto (86 ha) en una localidad denominada Capo Pescara.

Aunque se creó en el año 1986, sólo en los ´ltimos años se han realizado diversos proyectos para estudiar la biodiversidad. La gestión está confiada al municipio de Popoli, con la colaboración de WWF y Legambiente.

## Flora
La flora es la típica de las zonas húmedas, entre las que se encuentran el nomeolvides de agua, la Elodea canadensis Michx., diversas especies del género Potamogeton, butomáceas, la Echium parviflorum, la agróstide blanca, y otras más comunes.

## Fauna
La fauna es la típica de los humedales.

## Galería de imágenes

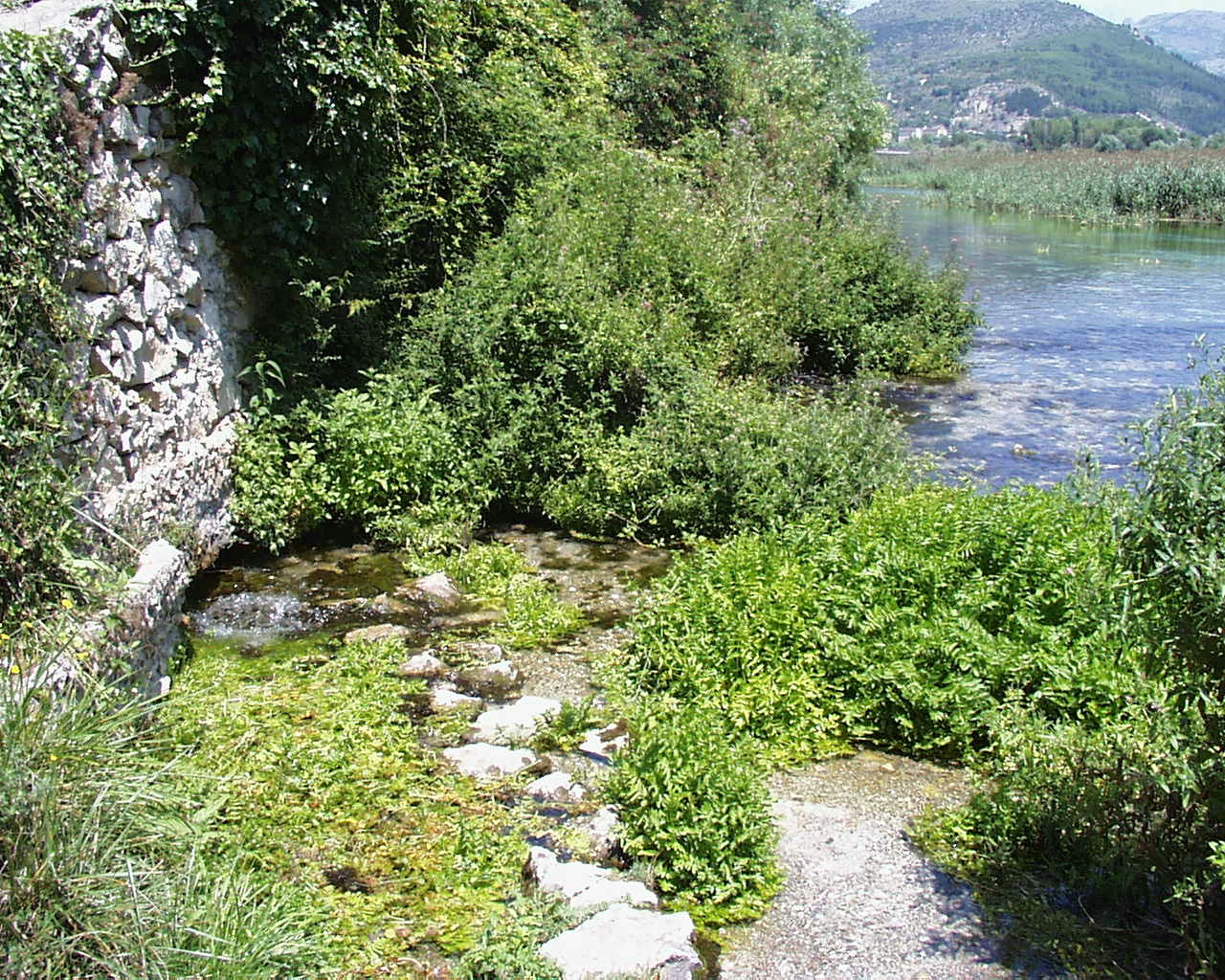
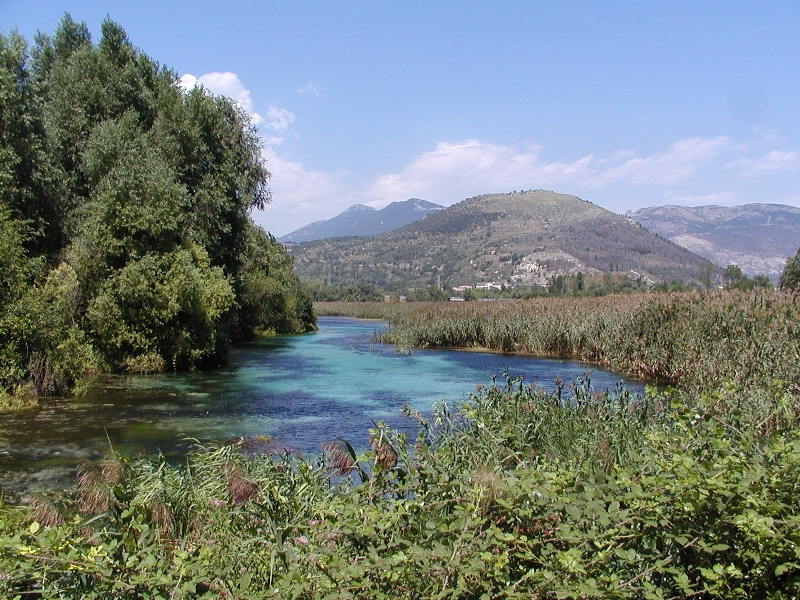

- Datos: Q3936812
- Multimedia: Riserva naturale guidata Sorgenti del Fiume Pescara / Q3936812